# Stenoma notifera
Stenoma notifera es una especie de polilla del género Stenoma, orden Lepidoptera.
Fue descrita científicamente por Meyrick en 1915.

## Distribución
Stenoma notifera habita en el continente de América.